# Promoção de vendas
Promoção de vendas é um dos quatro aspectos do  mix promocional. Refere-se ao conjunto de ferramentas usadas para desenvolver e acelerar as vendas de um produto ou  serviço a curto prazo:
- Amostras: São ofertas de uma quantidade de produtos para o experimento do cliente, que busca a aprovação do produto sem o vínculo de compra;
- Cupões: Certificados que garantem aos compradores vantagens em relação a compra ou a sorteios definidos pelo empreendedor;
- Brindes promocionais: são artigos úteis, com o nome do anunciante impresso neles, dado como presente aos consumidores;
- Brindes: são mercadorias oferecidas gratuitamente ou a baixo custo como incentivo à compra de determinado produto;
- Recompensas por preferência: São algumas bonificações para os clientes que tem uma certa regularidade de compra ou de uso dos serviços da empresa, nesta modalidade selos de trocas também são levados em consideração por esta ferramenta.
- Promoção no ponto de venda: Uma das formas mais comuns de promoção de venda, onde são trabalhados os expositores e pontas de gondolas a fim de atrair a atenção dos consumidores.
- Concursos e sorteios: São encontrados normalmente em grandes campanhas que possibilitam ao consumidor obter alguma coisa, normalmente um prémio,como carros, casas etc.
- Pacotes ou descontos promocionais: oferece aos consumidores descontos sobre os preços normais do produto.

As promoções podem ser dirigidas para o consumidor ou para os intervenientes no negócio. As promoções para os intervenientes no negócio podem ser dirigidas para os revendedores ou para a força de vendas.  A audiência alvo dita os objectivos e as ferramentas a usar.

## Objetivos
Para elaborar os objectivos das promoções é preciso considerar dois factores: quem é a audiência e se a aproximação vai ser proactiva ou reactiva.  Primeiro, os objectivos diferem conforme as audiências. As promoções pretendem estimular o ato de consumo, motivar a força de vendas e ganhar a cooperação dos revendedores. Segundo. As promoções tendem a ser proactivas ou reactivas. As proactivas tendem a responder aos seguintes objectivos (Burnett, 1998):
1. Criar uma receita adicional ou aumentar a quota de mercado;
2. Alargar o mercado alvo;
3. Criar uma experiência positiva com o produto;
4. Aumentar o valor do produto ou da marca.

Os objectivos reactivos são respostas a situações negativas ou de curto prazo. Os seus objectivos são (Burnett, 1998):
1. Igualar a concorrência;
2. Mexer o inventário;
3. Gerar liquidez / dinheiro;
4. Sair do negócio.

## O mix das promoções
A indústria das promoções está em franco desenvolvimento porque oferece aos gestores soluções de curto prazo; o seu sucesso na resposta aos objectivos pode ser medido; é menos dispendiosa que a publicidade e responde às necessidades do consumidor em receber mais valor dos produtos.
Há algumas razões para o rápido crescimento das promoções, especialmente no mercado dos consumidores. Primeiro, dentro das empresas, a promoção é agora mais rapidamente aceite pelos gestores de topo como ferramenta efectiva de vendas e mais gestores de produto estão qualificados a usar estas ferramentas. Há um aumento da aceitação da ideia de que as promoções de vendas criativas apoiam a marca. Além disso, os gestores de produto enfrentam grades desafios para aumentar as suas vendas. Em segundo lugar, externamente, as empresas enfrentam mais competição e as marcas estão menos diferenciadas. Em terceiro lugar, a publicidade eficiente está em declínio devido ao seu elevado custo e restrições legais. O desenvolvimento das tecnologias de informação, a redução no custo do armazenamento e edição de dados e aumento da sofisticação das técnicas de identificação da audiência alvo facilitaram a implementação e permitiram uma medida mais efectiva e um melhor controlo dos esforços promocionais.
O passo mais difícil na gestão das vendas é decidir que ferramentas promocionais usar, como combiná-las e como as fazer chegar à audiência alvo. Cada ferramenta tem as suas vantagens e inconvenientes que podem mudar quando combinadas com outras ferramentas da comunicação de marketing.

## Ferramentas de promoção
- Promoção de vendas: Incentivos de curto prazo para encorajar a compra ou venda de um produto ou serviço.
- Propaganda: Qualquer forma paga de apresentação impessoal para promoção de idéias,bens ou serviço por um patrocinador  identificado.
- Relações públicas: Construção  de boas  relações  com vários públicos  da empresa para obtenção de um público favorável, construção de uma imagem corporativa e o manuseio ou afastamento de rumores.
- Venda pessoal: Apresentação oral em uma conversação  com um ou mais compradores em potencial, com o propósito de fazer vendas.

## Questões políticas
A promoções de vendas têm sido tradicionalmente regulamentadas em muitas nações industriais avançadas, com a notável excepção dos Estados Unidos. Por exemplo, o Reino Unido anteriormente operado sob um regime de preços de revenda, em que os fabricantes poderiam legalmente ditar o preço de revenda mínimos para praticamente todas as mercadorias; esta prática foi abolida em 1964.
A maioria dos países europeus também têm controlo sobre a programação e os tipos permitidos de promoções de vendas, pois eles são considerados naqueles países que fazem fronteira com as práticas comerciais desleais. Alemanha é notório por ter os regulamentos mais rigorosos. Exemplos famosos incluem a lavagem do carro que foi impedido de dar fichas grátis para clientes regulares e de um padeiro que não poderia dar um saco de pano para os clientes que compraram mais de dez unidades.